# Laure Gasparotto
Pour les articles homonymes, voir Gasparotto.
Laure Gasparotto, née le 22 janvier 1971 à Rochefort (Charente-Maritime), est une journaliste, écrivaine, historienne du vin et critique de vin française.

## Biographie
Fille de Jacques Gasparotto, militaire puis employé d'Arianespace à Kourou, et de Marylène Pons, infirmière, elle suit en 1991 des études d'histoire médiévale, plus particulièrement celle de la Bourgogne, à l'université Paris IV-Sorbonne.
Laure Gasparotto commence sa carrière de journaliste en Bourgogne, où elle écrit pour Le Bien public et Bourgogne aujourd'hui. Spécialisée dans la viticulture, elle devient ensuite correspondante au Figaro, au Point et actuellement au Monde, puis voix féminine de France Inter aux côtés de Jean-Pierre Coffe.
Elle collabore en 2009 et 2010 avec l'équipe du film Tu seras mon fils en les aidant à se familiariser à l’univers du vin,.
En mars 2014, elle publie l'ouvrage Boire sans grossir, sans excès... et sans nuire à sa santé aux éditions Flammarion, puis l'année suivante L'Atlas des vins de France préfacé par Erik Orsenna.
De 2014 à 2018, elle s'engage dans un projet viticole en acquérant, avec l'aide d'un groupe d'amis, puis en dirigeant le domaine des Gentillières, sur la commune d'Arboras (Hérault), qui comprend cinq hectares de vignes en syrah, grenache et carignan sur sept parcelles en appellations Languedoc et Terrasses du Larzac,. Le livre Vigneronne, qu'elle publie en 2021, raconte cette expérience marquante,.